# Raymond Perinetti
Pour les articles homonymes, voir Perinetti.
Raymond (Remo) Perinetti, né le 22 octobre 1911 à Caravino en Italie et décédé le 25 décembre 1990 à Grenoble, est un homme politique et syndicaliste franco-italien.

## Biographie
Originaire d'une famille ouvrière du Val d'Aoste, il exerça la profession de peintre en bâtiment. Militant à la Jeunesse Communiste en 1927 et du PCF en 1932. Syndicaliste CGT-U puis CGT. Il devient après 1939 cadre clandestin du PCF. Arrêté et interné, il réussit à s'évader en 1943.
A Malleval, il contribue à la création d’un maquis FTP avec Paul Billat dont il devient dirigeant régional Isère/Savoie. Secrétaire fédéral de l'Isère du PCF en 1947.
En 1948, il est élu conseiller municipal de Grenoble puis maire de Grenoble, du 20 décembre 1948 au 23 janvier 1949, à la suite de la démission de Marius Bally. Léon Martin lui succède en commençant son troisième mandat. En 1950, désavoué par la direction du Parti communiste, il cesse d’être employé comme permanent et s’installe comme artisan à Seyssinet-Pariset. Fondateur du Mouvement de la Paix, il y participa activement et deviendra secrétaire non permanent du conseil Mondial. Il participa à de nombreuses élections dans les années 1950-60.
En hommage à son action sociale et politique, une petite place de Grenoble porte son nom dans le quartier Mutualité-Préfecture.